# Lakeway, Texas
Lakeway là một thành phố thuộc quận Travis, tiểu bang Texas, Hoa Kỳ. Năm 2010, dân số của xã này là 11391 người.